# Microsoft .NET Micro Framework
.NET Micro Framework (NETMF) je open source .NET platforma určená pro zařízení s omezenými systémovými prostředky. Minimálními požadavky jsou alespoň 256 KiB flash paměti a 64 KiB RAM. Obsahuje zmenšenou verzi .NET runtime a podporuje vývoj v C#, Visual Basic .NET a podporuje debugging jak v emulátoru tak na fyzickém hardware. K vývoji se používá Microsoft Visual Studio. NETMF používá podmnožinu .NET knihoven (zhruba 70 tříd s 420 metodami), implementaci Windows Communication Foundation (WCF), framework pro grafický uživatelský interface (GUI) založený na Windows Presentation Foundation (WPF), a stack pro webové služby založený na SOAP a WSDL. NEMTF také obsahuje dodatečné knihovny specifické pro embedded aplikace.
.NET Micro Framework cílí na usnadnění, zrychlení a zlevnění vývoje vestavěných systémů tím, že dává vývojářům k dispozici moderní nástroje a technologie používané ve vývoji desktopových aplikací. Tímto umožňuje desktopovým .NET vývojářům využít jejich schopnosti při vývoji embedded systémů. Tímto se snaží zvětšit množství kvalifikovaných embedded vývojářů.

## Vlastnosti
Unikátní vlastnosti .NET Micro Framework (ve srovnání s ostatními .NET platformami) jsou:
- Paměťová náročnost zhruba 300 KiB. Pro srovnání, druhý nejmenší .NET framework, .NET Compact Framework, běžící na WinCE, potřebuje zhruba 12 MiB.
- Může běžet rovnou „na železe“ (bez OS), přičemž běh pod operačním systémem je také možný.
- Podporuje běžné integrované periferie a komunikace, včetně paměti Flash, EEPROM, GPIO, I²C, SPI, sériového portu a USB.
- Je optimalizován pro energetickou efektivitu při nasazení na bateriově napájených zařízeních.
- Nevyžaduje jednotku správy paměti (MMU).
- Podporuje multithreading i na jednojádrových procesorech.
- Vrstva abstrakce hardware (HAL) dovoluje snadný přenos aplikace na jinou architekturu.
- Hlídá pády a tuhnutí aplikace.

Vzhledem k omezením, se kterými se potýká, má .NET Micro Framework mnoho omezení, které se netýkají jeho omezených knihoven. Například nepodporuje symetrický multiprocesing, vícerozměrné pole nebo takzvané nebezpečné instrukce. CLR je spíše interpreter než just-in-time compiler a používá jednodušší mark-and-sweep GC namísto generačního přístupu. Interoperabilita mezi manažovaným a nativním kódem má aktuálně celou řadu omezení. .NET Micro Framework zatím nepodporuje žádné jiné jazyky než C# a Visual Basic.

## Podpora
.NET Micro Framework je aktuálně podporován na ARM procesorech (včetně ARM7, ARM9 a Cortex-M) a v minulosti byl podporován na Analog Devices a Blackfin.
Microsoft dovoluje vývojářům tvořit aplikace pod .NET Micro Framework bez poplatků. SDK je též zdarma k dispozici a může být použité se všemi verzemi Visual Studia včetně jeho Express edicí, které jsou dostupné zdarma.

## Hardware
Vícero prodejců vyrábí čipy a vývojové kity pro .NET Micro Framework.

### Netduino od Secret Labs
Netduino je open source elektronická platforma, kteráž používá .NET Micro Framework.

### GHI Electronics
GHI Electronics vyrábí několik modulů, které podporují .NET Micro Framework.
- EMX Module[5]
- ChipworkX Module[6]
- USBizi144 Chipset[7] a USBizi100, který nemá podporu USB Host[8]
- .NET FEZ[9]

## .NET Gadgeteer
.NET Gadgeteer je hardwarová platforma definována Microsoft Research v Cambridge. Je postavená na .NET Micro Framework. Všechny její desky sdílejí stejný 10pinový konektor, díky kterému lze unifikovat spojování desek.
Několik výrobců vyrábí .NET Gadgeteer kompatibilní desky
- GHI Electronics
  - FEZ Spider[10]
  - FEZ Hydra[11]
  - FEZ Cerberus[12]
  - FEZ Cerbuino Bee[13]
- Sytech Designs
  - NANO[14]
- Love Electronics
  - Argon R1[15]
- Mountaineer Group
  - Mountaineer Ethernet[16]
  - Mountaineer USB[17]

Pro .NET Gadgeteer je vyráběno široké množství kompatibilních modulů. Od jednoduchých tlačítek, LED modulů, senzorů (jako gyroskopy a teploměry), přes GPS přijímače až po TFT obrazovky a kamery.